# 凤凰街道 (柘城县)
凤凰街道，原名长江新城街道，是中华人民共和国河南省商丘市柘城县下辖的一个街道办事处。

## 行政区划
凤凰街道下辖以下村级行政区划单位：
大陈村、北门村、杨庄村、金陈村、王楼村、岭子杨村、陈洛庄村、四所楼王村。